# رابرت بلا
رابرت بلا (انگلیسی: Robert N. Bellah; ۲۳ فوریهٔ ۱۹۲۷ – ۳۰ ژوئیهٔ ۲۰۱۳) جامعه‌شناس، و استاد دانشگاه اهل ایالات متحده آمریکا بود. او برای پژوهش در زمینهٔ جامعه‌شناسی دین شناخته شده است.
وی همچنین برندهٔ جوایزی همچون کمک‌هزینه گوگنهایم شده است.

## فعالیت علمی
بلا در کتاب «دین در تکامل انسان» (۲۰۱۱) به بررسی ریشه‌های زیست‌شناختی و فرهنگی مذهب و تعامل میان این دو می‌پردازد. جامعه‌شناس و فیلسوف آلمانی یورگن هابرماس دربارهٔ این کتاب نوشته است: «این کتابِ بزرگ، ثمرهٔ فکریِ زندگی پربار یک نظریه‌پرداز برجستهٔ جامعه‌شناسی است که از مجموعه‌ای از آرای زیست‌شناختی، انسان‌شناختی و تاریخی در جستجوی طرحی نفس‌گیر بهره گرفته است. من اثری جامع‌تر و بلندپروازانه‌تر از این کتاب در این رشته نمی‌شناسم».
مشهورترین کتاب بلا یعنی «عادات قلبی» در سال ۱۹۸۵ منتشر شد و به نقش مذهب در جامعهٔ آمریکا می‌پردازد. او معتقد است که آمریکایی‌ها بین فردگرایی و اشتیاق به اجتماع دوشقه شده‌اند و این تنش در باورهای مذهبیِ آن‌ها بازتاب داشته است.